# جيم باترفيلد
جيم باترفيلد هو مهندس ومؤلف كندي، ولد في 14 فبراير 1936 في Ponoka, Alberta ‏ في كندا، وتوفي في 29 يونيو 2007 في تورونتو في كندا بسبب سرطان.

## وصلات خارجية
- الموقع الرسمي